# 馬興陳宅
24°03′48″N 120°29′45″E / 24.0633963168512°N 120.495838033643°E
馬興陳宅，又稱為益源古厝、益源大厝，台灣三大古厝之一，和板橋林家、霧峰林家並稱。地址位於彰化縣秀水鄉馬興村益源巷4號，目前古厝大致都保持完整。

## 歷史
馬興陳宅創建於清道光26年（1846年），大厝佔地3000餘坪，兩旁約6000坪，是陳姓渡臺開基祖文德公大房榮華公所建，過去因年久失修斷垣殘瓦，後於1998年-2004年經過大幅整修已恢復大致外觀，然當時有牆面彩繪工程尚未完成（2006年4月資料），後於2010年-2015年時進行彩繪工程。

## 建築設計
圍牆大門上有「陳四裕」三個字，這是分四大房而得名，大厝共有三進，旁有兩護龍，第一外護龍有對稱的方門，第二外護有對稱的圓門，門廳、正廳與各護龍門上之覆瓦，居中兩列（方瓦）刻意與兩旁（圓筒瓦）不同，增添變化之趣。
門廳上懸有咸豐戊午科中式舉人陳培松所立「特恩文魁」匾，並有「皇恩來北闕」、「家道振東瀛」的古對聯（彩繪未加修復早已模糊不清）。第一護龍左、右方門上各有「靜觀皆自得」及「佳興與人同」門眉，足見創建者巧思與處世心境。
古厝西南為一水塘，長滿水芙蓉，頗收污水淨化之效，池邊竹林高聳，風起時，竹管或轟然乍響，或鶯呀微弱，呼應過去的繁華無限，與今日人去樓空任人憑弔，此古宅所動人也。

## 外部連結
- 微笑台灣：在彰化，古厝的時間單位是「甲子」 （页面存档备份，存于）